# كاتدرائية مسجد تولياتي
كاتدرائية مسجد تولياتي هو أحد المساجد في مدينة تولياتي بروسيا.

## تاريخ
تم تخصيص أراضي بناء المسجد من قبل إدارة المدينة في عام 1993 في القطاع الخاص في منطقة وسط تولياتي. بدأ بناء المسجد في عام 1994، وفي عام 1996 تم الانتهاء من بناء مرحلته الأولى. تم الافتتاح الاحتفالي للمرحلة الأولى من مسجد الكاتدرائية في فبراير 1997.
في 20 أكتوبر 2003، تم وضع المرحلة الثانية من المسجد، حيث أن المبنى الذي شيد لم يستوعب جميع الزوار خلال الأعياد الإسلامية. تم بناء المبنى الجديد من طابقين. تقع قاعة الصلاة في الطابقين الأول والطابق السفلي، وفي الطابق الثاني توجد غرفة للنساء وغرفة للدراسة وغرفة الوضوء.
حضر افتتاح المرحلة الثانية من المسجد، الذي أقيم في 10 ديسمبر 2007، مفتي مسلمي روسيا طلعت تاج الدين، ومفتي منطقة سمارا أوبلاست، ورئيس منطقة تولياتي المركزية سيرغي كريمتسيف، بالإضافة إلى سكان تولياتي وضيوف من المناطق والبلدان المجاورة.